# Electricity
Electricity ist die Debütsingle der New-Wave- und Synthie-Pop-Gruppe Orchestral Manoeuvres in the Dark, die im Jahre 1979 komponiert und 1980 auf ihrem Album Orchestral Manoeuvres in the Dark veröffentlicht wurde. Als Single erschien es im Mai 1979.

## Hintergrund
Das Lied beschreibt den verschwenderischen Umgang der Gesellschaft mit Energieressourcen. Geschrieben wurde das Lied 1976. Laut Andy McCluskey, einem der Gründer von OMD und deren Sänger und Bassist, war die Entstehung des Songs von Kraftwerks Stück Radioactivity beeinflusst.
Auf Grund von Electricity bot Dindisc Records der Band einen Plattenvertrag an. Der New Musical Express nannte das Stück eine der besten Singles des Jahres und nahmen das Stück in die Liste des Jahres 1979 auf.

## Rezeption
Dave Thompson beschrieb bei Allmusic den Song als perfekte Elektropop-Nummer und meinte:

“Far from a celebration of the power of our power sources, the lyrics drive home the need for a renewable energy source, some alternative to the fossil fuels we're permanently expending by the second, and a future of abundant electricity free from environmental depletion.”

„Weit weg von einer Feier der Leistung unserer Stromquellen, macht der Text die Notwendigkeit erneuerbarer Energiequellen klar,  einer Alternative zu fossilen Brennstoffen, die wir permanent jede Sekunde verbrauchen, und einer Zukunft mit reichlich vorhandener Elektrizität, frei von ökologischem Raubbau.“

Sein Kollege Ned Raggett nannte das Stück:

“pure zeitgeist, a celebration of synth pop's incipient reign with fast beats and even faster singing.”

„purer Zeitgeist, ein Fest der beginnenden Synthie Pop-Herrschaft schneller Beats und noch schnelleren Gesangs.“